# Groenlandse voetbalcompetitie
De Grønlandsmesterskab i fodbold (Groenlands: Isikkamik Arsaalluni Pissartanngorniunneq) is de voetbalcompetitie op Groenland. Het wordt afgekort met de letters GM.
De competitie werd gestart in 1958 en sinds 1971 wordt ze georganiseerd door de Groenlandse voetbalbond (Kalaallit Nunaanni Isikkamik Arsaattartut Kattuffiat). Er wordt in drie rondes gespeeld. Eerst twee regionale rondes en daarna een finale om het kampioenschap (slutrunden). De finalerondes worden elk jaar gespeeld in augustus. Recordkampioen van Groenland is B-67 uit de hoofdstad Nuuk.
De competitie is niet aangesloten bij de UEFA of de FIFA. Daarom zijn er geen internationale startplaatsen te verkrijgen voor Groenlandse voetbalclubs.

In 2020 en 2021 werd het kampioenschap geannuleerd vanwege de coronapandemie. 

## Winnaars
| Club                           | Titels | Seizoenen                                                                    |
| ------------------------------ | ------ | ---------------------------------------------------------------------------- |
| B-67 Nuuk                      | 13     | 1993, 1994, 1996, 1999, 2005, 2008, 2010, 2012, 2013, 2014, 2015, 2016, 2018 |
| Nagdlunguaq-48                 | 12     | 1977, 1978, 1980, 1982, 1983, 1984, 2000, 2001, 2006, 2007, 2019, 2022       |
| Kissaviarsuk-33                | 8      | 1964, 1967, 1969, 1987, 1988, 1991, 1998, 2003                               |
| Nuuk IL                        | 6      | 1955, 1981, 1985, 1986, 1990, 1997                                           |
| Grønlands Seminarius Sportklub | 5      | 1958, 1972, 1973, 1975, 1976                                                 |
| Tupilak-41                     | 3      | 1968, 1970, 1971                                                             |
| Kugsak-45                      | 2      | 1995, 2002                                                                   |
| Godhavn-44                     | 2      | 2009, 2011                                                                   |
| Nanok-50                       | 1      | 1960                                                                         |
| Siumut Amerdlok Kunuk          | 1      | 1974                                                                         |
| CIF-70 Qasigiannguit           | 1      | 1979                                                                         |
| Kagssagssuk Maniitsoq          | 1      | 1989                                                                         |
| Aqigssiaq Maniitsoq            | 1      | 1992                                                                         |
| FC Malamuk                     | 1      | 2004                                                                         |
| Inuit Timersoqatigiiffiat-79   | 1      | 2017                                                                         |